# Lencz György
Lencz György (Budapest, 1946. május 21. –) magyar színművész.

## Életpályája
A József Attila Gimnáziumban érettségizett. 1966–1970 között a Színház- és Filmművészeti Főiskola színész szakos hallgatója volt. Játszott a szolnoki Szigligeti Színházban, a Vidám Színpadon, a Bartók Színházban és az Arany János Színházban.
Felesége Bodnár Erika színésznő volt. Fiuk Dr. Lencz Balázs tárgyrestaurátor.

## Főbb színházi szerepei
- Imrus (Szakonyi Károly: Adáshiba);
- Berreh (Vörösmarty Mihály: Csongor és Tünde)

## Filmes és televíziós szerepei
- Álombrigád (1989)
- Üvegvár a Mississippin (1985)
- Liszt Ferenc (1982)
- Mephisto (1981)
- Családi kör (1980)
- Az erőd (1979)
- Forró mezők (1979)
- Sztrogoff Mihály (1975)
- A bolondok grófja (1974)
- Egy kis hely a nap alatt (1974)
- Rózsa Sándor (1971)
- A szerető (1970)